# دکامرون ناپسند
دکامرون ناپسند (انگلیسی: The Ribald Decameron) که با نام عشق، شور و لذت هم شناخته می‌شود، یک فیلم کمدی سکسی سبک ایتالیایی به کارگردانی جوزپه واری است که در سال ۱۹۷۲ منتشر شد. این فیلم با الهام از رمان دکامرون اثرِ جووانی بوکاچو ساخته شده و یکی از چندین فیلم کمدی اروتیکی است که به دنبال موفقیت فیلم دکامرون به کارگردانی پیر پائولو پازولینی ساخته شد.

## گزیدهٔ بازیگران
- دادو کروستاروسا
- ژوزیان تانزیلی
- مالیسا لونگو
- کارلا مانچینی
- ارکیده‌آ د سانتیس
- جاکومو ریتسو
- پاتریتسیا ویوتی